# Rhynchosia chrysoscias
Rhynchosia chrysoscias är en ärtväxtart som beskrevs av William Henry Harvey och Otto Wilhelm Sonder. Rhynchosia chrysoscias ingår i släktet Rhynchosia och familjen ärtväxter. Inga underarter finns listade i Catalogue of Life.